# Indywidualne Mistrzostwa Ligi Juniorów na Żużlu 2011
Indywidualne Mistrzostwa Ligi Juniorów na Żużlu 2011 – zawody żużlowe, mające na celu wyłonienie medalistów indywidualnych mistrzostw Ligi Juniorów w sezonie 2011. W finale zwyciężył Patryk Dudek.

## Finał
- Zielona Góra, 4 września 2011
- Sędzia: Piotr Nowak

| Msc. | Zawodnik          | Klub                  | Pkt   |               |  |
| ---- | ----------------- | --------------------- | ----- | ------------- |  |
| 1    | Patryk Dudek      | Falubaz Zielona Góra  | 15    | (3,3,3,3,3)   |  |
| 2    | Emil Pulczyński   | Unibax Toruń          | 12 +3 | (3,3,2,3,1)   |  |
| 3    | Tobiasz Musielak  | Unia Leszno           | 12 +2 | (2,2,3,3,2)   |  |
| 4    | Adam Strzelec     | Falubaz Zielona Góra  | 11    | (3,3,3,1,1)   |  |
| 5    | Kamil Pulczyński  | Unibax Toruń          | 10    | (3,3,1,t,3)   |  |
| 6    | Bartosz Zmarzlik  | Caelum Stal Gorzów    | 10    | (2,1,3,2,2)   |  |
| 7    | Artur Czaja       | Włókniarz Częstochowa | 9     | (1,0,2,3,3)   |  |
| 8    | Łukasz Sówka      | Falubaz Zielona Góra  | 9     | (1,1,2,2,3)   |  |
| 9    | Łukasz Cyran      | Caelum Stal Gorzów    | 8     | (0,2,2,2,2)   |  |
| 10   | Tadeusz Kostro    | Tauron Azoty Tarnów   | 6     | (2,2,1,0,1)   |  |
| 11   | Patryk Malitowski | Betard Sparta Wrocław | 4     | (2,2,u,–,–)   |  |
| 12   | Adrian Cyfer      | Caelum Stal Gorzów    | 4     | (t,1,0,1,2)   |  |
| 13   | Kacper Rogowski   | Falubaz Zielona Góra  | 3     | (1,1,1,w,–)   |  |
| 14   | Marcin Nowak      | Unia Leszno           | 2     | (0,0,0,1,1)   |  |
| 15   | Patryk Kociemba   | Betard Sparta Wrocław | 2     | (1,0,1,u/–,–) |  |

Bieg po biegu:
1. Strzelec, Zmarzlik, Czaja, Cyran
2. K.Pulczyński, Malitowski, Sówka
3. E.Pulczyński, Kostro, Rogowski, Nowak
4. Dudek, Musielak, Kociemba, Cyfer (t)
5. K.Pulczyński, Kostro, Zmarzlik, Kociemba
6. E.Pulczyński, Musielak, Sówka, Czaja
7. Dudek, Cyran, Rogowski
8. Strzelec, Malitowski, Cyfer, Nowak
9. Zmarzlik, Sówka, Rogowski, Cyfer
10. Dudek, Czaja, K.Pulczyński, Nowak
11. Musielak, Cyran, Kostro, Malitowski (u)
12. Strzelec, E.Pulczyński, Kociemba
13. Musielak, Zmarzlik, Nowak
14. Czaja, Kociemba (u/-), Rogowski (w/su), Malitowski (ns)
15. E.Pulczyński, Cyran, Cyfer, K.Pulczyński (t)
16. Dudek, Sówka, Strzelec, Kostro
17. Dudek, Zmarzlik, E.Pulczyński
18. Czaja, Cyfer, Kostro
19. Sówka, Cyran, Nowak
20. K.Pulczyński, Musielak, Strzelec
21. Bieg o 2. miejsce: E.Pulczyński, Musielak